# 赫莲娜·鲁宾斯坦

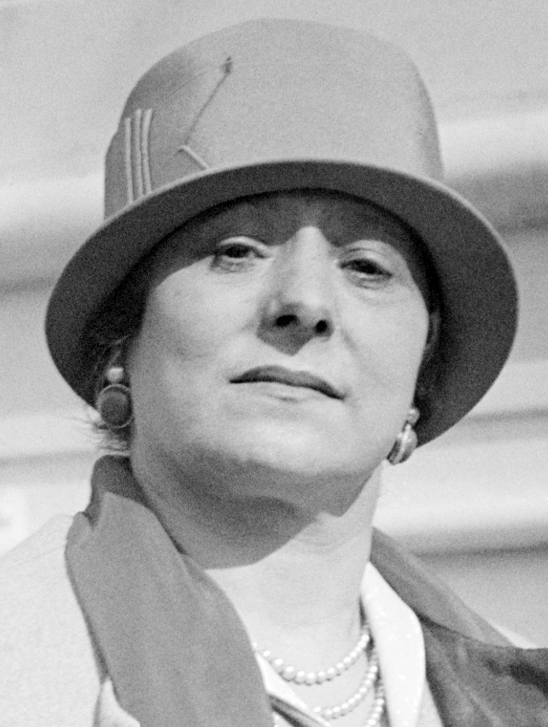
赫莲娜·鲁宾斯坦

赫莲娜·鲁宾斯坦 (Helena Rubinstein，1872年12月25日 - 1965年4月1日) 是一位波兰裔美国女化妆品企业家、艺术品收藏家和慈善家。她是赫莲娜化妆品公司的创始人。
她是猶太人，生於波蘭卡齐米日，後來移居澳大利亞，第一次世界大戰後又移居美國。 